# 상대동 (포항시)
상대동(上大洞)은 대한민국 경상북도 포항시 남구의 동이다. 상대동은 포항의 관문이며, 교통의 요충지이다. 포스코 및 공단근로자가 전주민의 43%를 차지하는 3,250세대이며, 공단 인접지역으로 전출입이 빈번하다. 24통 주민 대부분 시설부추단지 조성으로 년 600톤 생산한다. 상대동은 남구청, 남부경찰서 등 10개 공공기관 밀집지역이기도 하다.

## 개요
상대동은 70년대까지 전형적인 농어촌 마을이었으나 택지조성으로 도시화된 지역이다. 자연부락(1.2.3통 지역)과 토지구획 정리지구(2.34 km2), 3.9 km 정도에 이르는 해안선이 접해 있다. 환태평양 시대에 물류산업의 기반이 될 신항만이 인근 흥해읍 죽천리에 조성 중에 있어 신항만 완공시 북부권 개발중심지로 부상하고 있다

## 연혁
- 삼한시대 근오지현 영현
- 고려시대 영일현(연일현)개칭, 경주부에 내속
- 1886년 8월 4일 : 흥해,청하,연일,장기의 4개군으로 개편될시 영 일군 동래부 내속
- 1914년 3월 1일 4개군이 통합되어 영일군으로 개칭과 동시 영일군 북면 내속에서 포항면 내속[3]
- 1917년 10월 1일 면제개정에 따라 형산면에 소속
- 1931년 10월 1일 포항읍 승격
- 1949년 포항시로 승격 및 개칭과 상도동,대도동으로 분리
- 1973년 7월 16일 상도동, 대도동을 행정동인 상대동으로 통합[4]
- 1983년 2월 15일 영일군 연일읍 생지리 일부를 편입[5]
- 1986년 7월 1일 상대동을 상대1동, 2동으로 분동[6]
- 1995년 1월 1일 포항시, 영일군이 통합, 포항시 출범과 함께 남구에 편입[7]

## 법정동
- 상도동(上島洞): 상대동 행정복지센터 소재지
- 대도동(大島洞)

## 교육 기관
| 학교명       | 소재지                  | 비고 |
| ------------ | ----------------------- | ---- |
| 대도초등학교 | 남구 상공로92번길 25-10 |      |
| 상대초등학교 | 남구 대해로 82          |      |
| 신흥초등학교 | 남구 중흥로100번길 13   |      |
| 대해초등학교 | 남구 양학천로150번길 58 |      |
| 상도중학교   | 남구 상공로92번길 16    |      |

## 공공 기관
| 기관명                   | 소재지              | 비고 |
| ------------------------ | ------------------- | ---- |
| 포항문화예술회관         | 남구 희망대로 850   |      |
| 상대파출소               | 남구 상공로 84      |      |
| 포항시차량등록사업소     | 남구 희망대로 810   |      |
| 포항평생교육관           | 남구 뱃머리길 39    |      |
| 포항상공회의소           | 남구 포스코대로 333 |      |
| 포항 남구청              | 남구 희망대로 677   |      |
| 교통장애인협회포항시지회 | 남구 대도동 288-1   |      |

## 금융 기관
| 기관명     | 소재지         | 비고 |
| ---------- | -------------- | ---- |
| 포항우체국 | 남구 중흥로 66 |      |

## 주요 시설
| 시설명             | 소재지              | 비고 |
| ------------------ | ------------------- | ---- |
| 홈플러스 포항점    | 남구 중흥로 77      |      |
| 그랜드에비뉴       | 남구 중흥로 77      |      |
| 포항CGV            | 남구 중흥로 77      |      |
| 포항시외버스터미널 | 남구 중흥로 85      |      |
| 에스원 포항점      | 남구 포스코대로 389 |      |
| KBS포항방송국      | 남구 중섬로 77      |      |
| 포항CBS            | 남구 상공로 10      |      |

## 간선 도로
| 구분 | 도로 이름                                                                            |
| ---- | ------------------------------------------------------------------------------------ |
| 대로 | 포스코대로, 희망대로                                                                 |
| 로   | 대해로, 문예로, 상공로, 상대로, 섬안로, 양학천로, 연일로, 중섬로, 중흥로, 형산강북로 |
| 길   | 뱃머리길                                                                             |